# Tiddis
Tiddis (también conocida como Castellum Tidditanorum o Tiddi) fue una ciudad romana que dependía de Cirta, y un obispado denominado Tiddi, que sigue siendo una sede titular católica latina.
Estaba ubicado en el territorio de la actual comuna de Bni Hamden en la provincia de Constantina en el este de Argelia.

## Historia
Tiddis fue construida por los romanos y organizado según su sistema de urbanización.
Esta próspera ciudad, asentada en una meseta, tenía una puerta monumental, baños, instalaciones industriales (curtidurías), un santuario mitraísta que data del siglo IV a. C. y también una capilla cristiana.

El pueblo natal se romanizó al igual que los demás pueblos cercanos a Cirta. Hoy se puede cruzar siguiendo la calle principal que va desde un portal monumental entre las casas, pasando por el foro, una placita y la curia. Por las inscripciones se conocen los magistrados y decuriones del castellum. Perteneció a la colonia de Cirta y, con las demás colonias de Russicade, Milev y Chull, formó parte de la confederación de las IV colonias. También entre los monumentos públicos despejados hasta ahora se encuentran los baños públicos y cisternas (construidas por M. Cocceius Anicius Faustus a mediados del s. 3 d. C.) y en la cima del peñasco un Templo de Saturno (que produjo un gran número de estelas ahora en el Museo de Constantina). En las laderas del acantilado se pueden ver muchas casas y los restos de la muralla original del castellum. Los Lolio eran una de las familias importantes de la ciudad. Su mausoleo circular aún se puede ver a algunos kilómetros al N. El monumento fue erigido por Lolio Úrbico, prefecto de la ciudad de Roma bajo Antonino Pío. Al final del quinto c. se sabe que la ciudad fue sede de un obispado. Se han limpiado dos basílicas cristianas. Una estaba ubicada a la entrada del pueblo; la otra estaba en un distrito más distante y solo se ha limpiado parcialmente
Richard Stillwell

Castillos y depósitos de agua de todas las formas dan indicios de que la ciudad ha sido abandonada paulatinamente por falta de fuentes de abastecimiento hídrico. Se puede admirar el mausoleo de Quinto Lolio Úrbico, natural de Tiddis (e hijo de un terrateniente bereber romanizado) que luego se convirtió en prefecto de Roma.
Hoy, Tiddis es un auténtico sitio romano llamado Res eddar o el "pico de la casa" ubicado en la garganta del Kheneg, justo al norte de Cirta. Marca la presencia de una civilización romana a través de inscripciones de arte rupestre y cerámica romana.

## Historia eclesiástica
Bajo el control bizantino, Castellum Tidditanorum tenía dos pequeñas iglesias y era la sede de una diócesis.
Morcelli asigna cuatro obispos a esta sede, pero Mesnage y Jaubert creen que eran obispos de Tisedi, dejando solo a
- Abundio, quien asistió al Concilio de Cártago convocado en 484 por el rey Hunérico del reino vándalo, luego se exilió como la mayoría de los católicos, a diferencia de sus contrapartes herejes cismáticos donatistas.

La comunidad cristiana probablemente desapareció con la conquista musulmana en la segunda mitad del siglo VII, pero algunos restos de cerámica mostraron la supervivencia de un pequeño pueblo dentro de las ruinas de Tiddis hasta el siglo IX.